# المركز الوطني لسلامة النقل (السعودية)
المركز الوطني لسلامة النقل National Transport Safety Center، ويشار إليه اختصاراً بـ(NTSC) هو مركز سعودي يعنى بتعزيز مستويات السلامة في النقل، والتحقيق في حوادث النقل، وهو مركز يتمتع المركز الاعتبارية العامة، والاستقلال المالي والإداري، ويرتبط تنظيميًّا بوزير النقل والخدمات اللوجستية، ومقره الرئيس في مدينة الرياض.

## تاريخ
أنشأ المركز في تاريخ 05/05/ 1444هـ بقرار مجلس الوزراء القرار رقم (340). وذي نص على ما يلي: "إن مجلس الوزراء بعد الاطلاع في جلسته المنعقدة برئاسة خادم الحرمين الشريفين الملك سلمان بن عبدالعزيز آل سعود، على المعاملة الواردة من الديوان الملكي برقم 41313 وتاريخ 5 /7/ 1443هـ، المشتملة على برقية معالي وزير النقل والخدمات اللوجستية رقم 38882 وتاريخ 29 /6/ 1443هـ، في شأن إنشاء مركز باسم (المركز الوطني لسلامة النقل) وفقاً لمشروع ترتيباته التنظيمية..." إلى "أولاً: إنشاء مركز باسم (المركز الوطني لسلامة النقل)، وفقاً لترتيباته التنظيمية المرافقة..."

## الهيكل التنظيمي
يتكون الهيكل التنظيمي للمركز من مجلس إدارة برئاسة وزير النقل والخدمات اللوجستية، وعضوية كل من:
1.	الرئيس التنفيذي.
2.	ممثل من وزارة الداخلية.
3.	ممثل من وزارة الصحة.
4.	ممثل من وزارة النقل والخدمات اللوجستية.
5.	ممثل من وزارة الشؤون البلدية والقروية والإسكان.
6.	ممثل من الهيئة العامة للطيران المدني.
7.	ممثل من الهيئة العامة للنقل.
8.	ممثل من الهيئة العامة للطرق.
9.	ممثل من الهيئة العامة للموانئ.
10.	ممثل من الهيئة السعودية للمواصفات والمقاييس والجودة.
11.	ممثل من اللجنة الوزارية للسلامة المرورية.
12.	ثلاثة ممثلين من القطاع الخاص من ذوي الاختصاص في سلامة النقل، يصدر بتعيينهم أمر من رئيس مجلس الوزراء بناءً على ترشيح من الوزير، وتكون عضويتهم لمدة (ثلاث) سنوات قابلة للتجديد لمرة واحدة.
ويجب ألَّا تقل مرتبة ممثلي الأجهزة الحكومية عن المرتبة (الرابعة عشرة) أو ما يعادلها.